# Nazionale femminile di rugby a 15 di Samoa
La nazionale di rugby a 15 femminile delle Samoa (in inglese Samoa women’s national rugby union team), nota anche come Manusita Samoa o Manu Sita, è la selezione di rugby a 15 femminile che rappresenta Samoa in ambito internazionale.
Nata nel 2000 sotto la giurisdizione di Samoa Women's Rugby Union, successivamente è passata, come la controparte maschile, sotto la direzione di Samoa Rugby Union.
Ha preso parte a tre edizioni della Coppa del Mondo femminile (la prima nel 2002), riportando come miglior risultato il nono posto nell'edizione del suo esordio.
Il suo commissario tecnico è, dal 2018, Ramsey Tomokino.
Dopo una sosta di più di 4 anni, con gli incontri più recenti risalenti alla Coppa del Mondo di rugby femminile 2014, la formazione si è riaffacciata sulla scena internazionale in occasione dell'edizione 2018 del campionato oceaniano.
Al 2 dicembre 2024 la squadra occupa la 15ª posizione del ranking World Rugby.

## Storia
La data ufficiale di nascita del rugby femminile a Samoa è l'11 luglio 1998, quando due squadre di giocatrici universitarie si affrontarono ad Apia prima di un incontro della nazionale maschile contro la Nuova Zelanda A.
Circa due mesi più tardi nacque la federazione femminile, Samoa Women's Rugby Union, che istituì un campionato nazionalale nel 1999; dopo avere esordito nel rugby a 7, il 15 luglio 2000 la federazione mise in campo anche la propria nazionale a 15, le Manusinalesoa abbreviate in Manusina, che esordirono ad Apia contro il Giappone perdendo 10-12.
Nel 2002, con la sola partita d'esordio alle spalle quale esperienza internazionale, le Manusina furono tra le invitate alla Coppa del Mondo in cui esordirono con una sconfitta contro la Scozia per 3-13 ma proseguirono con una vittoria 22-0 sull'Irlanda che valse alla squadra il decimo posto del seeding in fase di play-off e la conquista del nono posto finale.
L'attività della squadra andò avanti saltuariamente, quasi sempre in occasione dei tornei continentali o la Coppa del Mondo: dopo l'appuntamento del 2002, infatti, tornò in campo solo tre anni più tardi per un test match contro l'Inghilterra, che vinse 53-0, e nel 2006, dopo la Women's Tri Nations del Pacifico, guadagnò un nuovo invito alla competizione mondiale, in cui esordì con una vittoria 20-0 sul Kazakistan anche se perse contro Nuova Zelanda e Spagna; nei play-off per i posti dal nono al dodicesimo posto, batté 43-10 il Sudafrica e si classificò decima dopo l'ennesima sconfitta del torneo contro la Spagna.

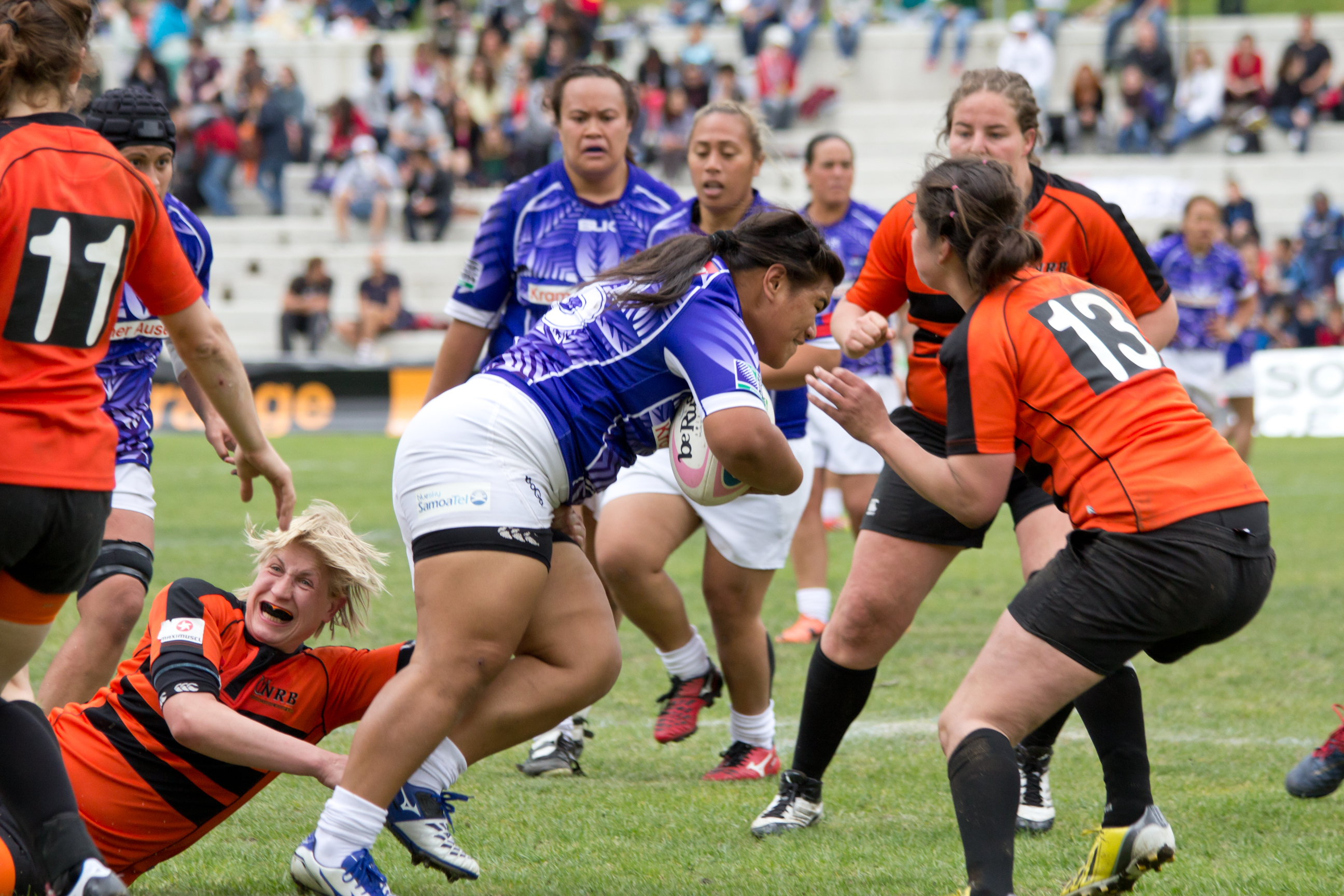
Una fase di Samoa — a Madrid, qualificazione alla Coppa del Mondo 2014

Dopo un ulteriore stallo di tre anni, Samoa tornò in campo in gare ufficiali in occasione delle prime qualificazioni organizzate dall'IRB per la Coppa del Mondo: nella zona oceaniana dovette affrontare l'Australia che si impose 87-0, destinando quindi la squadra a un ennesimo lungo periodo senza incontri: fu, infatti, solo nel 2013 che l'IRB destinò Samoa, unica pretendente oceaniana alla Coppa del Mondo a parte le già qualificate Australia e Nuova Zelanda, a un torneo misto di qualificazione organizzato dall'europea FIRA — AER a Madrid cui presero parte anche Italia, Scozia, Svezia, Paesi Bassi e le padrone di casa della Spagna; nonostante la pesante sconfitta 22-65 subìta contro l'Italia in apertura di torneo, tuttavia, la squadra approfittò della successiva sconfitta delle Azzurre proprio contro la Spagna per guadagnare il posto utile per qualificarsi insieme alle iberiche alla Coppa del Mondo 2014.
In preparazione alla competizione, la federazione organizzò ad Auckland un test match contro le Black Ferns neozelandesi, le quali si rivelarono una compagine troppo esperta e tecnica per le Manusina, sconfitte 90-12; alla Coppa del Mondo in Francia Samoa finì con zero punti in classifica nel girone e penultima nel seeding davanti al Sudafrica; la penultima posizione fu confermata anche dopo la sconfitta nella semifinale per il nono posto, quando batté il Kazakistan per evitare il dodicesimo e ultimo gradino.
Samoa non prese parte alle qualificazioni alla Coppa del Mondo 2017 e soltanto nel 2018, a 51 mesi dalla sua ultima apparizione, tornò sulla scena internazionale in occasione della seconda edizione del campionato oceaniano che si tenne a Lautoka (Figi) a novembre 2018.
Al suo esordio in tale competizione, agli ordini del C.T. Ramsey Tomokino, Samoa giunse al secondo posto finale dopo aver battuto in sequenza Papua Nuova Guinea e Tonga e perso nell'ultima giornata contro le campionesse uscenti di Figi la partita che decise il torneo essendo entrambe, alla vigilia di tale incontro, a pari punti in testa alla classifica.

## Colori e simboli
Le tenute di gioco delle nazionali samoane di rugby prevedono maglia e calzettoni blu e pantaloncini bianchi; le tenute alternative presentano in genere tali colori invertiti per i singoli capi di vestiario.
La versione più recente delle uniformi, prodotte dal 2018 dall'industria tessile australiana BLK tramite la sua filiale figiana, prevede anche degli inserti rossi sulla maglia e sulle maniche, riprendendo la stessa tonalità di colore presente sulla bandiera nazionale.
Sulle maglie compare lo stemma della federazione rugbistica, che consiste in una versione leggermente modificata dello stemma delle Samoa, le cui foglie d'alloro che circondano lo scudo raffigurante la croce del Sud sono dipinte di blu invece che di verde come nel simbolo nazionale.
Benché non si faccia menzione di alcuno stadio nazionale, a tutto il 2018 gli unici due test match disputati su suolo samoano si sono tenuti all'Apia Park, impianto che si trova nella capitale del Paese.

## Statistiche di squadra

### Incontri disputati
| Data              | Sede                  | Incontro                         | Note                    |
| ----------------- | --------------------- | -------------------------------- | ----------------------- |
| 1º settembre 2000 | Apia                  | Samoa — Giappone 10-12           | Test match              |
| 13 maggio 2002    | Gerona                | Scozia — Samoa 13-3              | Coppa del Mondo         |
| 17 maggio 2002    | Sant Boi de Llobregat | Samoa — Irlanda 22-0             | Coppa del Mondo         |
| 20 maggio 2002    | Sant Boi de Llobregat | Samoa — Kazakistan 14-3          | Coppa del Mondo         |
| 24 maggio 2002    | Sant Boi de Llobregat | Samoa — Galles 17-14             | Coppa del Mondo         |
| 15 ottobre 2005   | Auckland              | Samoa — Inghilterra 0-53         | Test match              |
| 14 aprile 2006    | Nukuʻalofa            | Samoa — Figi 27-15               | Pacific Tri-Nations     |
| 22 aprile 2006    | Nukuʻalofa            | Tonga — Samoa 5-60               | Pacific Tri-Nations     |
| 31 agosto 2006    | Edmonton              | Samoa — Kazakistan 20-0          | Coppa del Mondo         |
| 4 settembre 2006  | Saint Albert          | Nuova Zelanda — Samoa 50-0       | Coppa del Mondo         |
| 8 settembre 2006  | Edmonton              | Spagna — Samoa 14-12             | Coppa del Mondo         |
| 12 settembre 2006 | Saint Albert          | Samoa — Sudafrica 43-10          | Coppa del Mondo         |
| 16 settembre 2006 | Edmonton              | Spagna — Samoa 10-5              | Coppa del Mondo         |
| 8 agosto 2009     | Apia                  | Samoa — Australia 0-87           | Qualificazioni mondiali |
| 20 aprile 2013    | Madrid                | Italia — Samoa 65-22             | Qualificazioni mondiali |
| 23 aprile 2013    | Madrid                | Samoa — Svezia 29-0              | Qualificazioni mondiali |
| 27 aprile 2013    | Madrid                | Samoa — Paesi Bassi 33-14        | Qualificazioni mondiali |
| 7 giugno 2014     | Auckland              | Nuova Zelanda — Samoa 90-12      | Test match              |
| 1º agosto 2014    | Marcoussis            | Inghilterra — Samoa 65-3         | Coppa del Mondo         |
| 5 agosto 2014     | Marcoussis            | Canada — Samoa 42-7              | Coppa del Mondo         |
| 9 agosto 2014     | Marcoussis            | Spagna — Samoa 41-5              | Coppa del Mondo         |
| 13 agosto 2014    | Marcoussis            | Sudafrica — Samoa 25-24          | Coppa del Mondo         |
| 17 agosto 2014    | Marcoussis            | Samoa — Kazakistan 31-0          | Coppa del Mondo         |
| 16 novembre 2018  | Lautoka               | Papua Nuova Guinea — Samoa 45-56 | Campionato oceaniano    |
| 20 novembre 2018  | Lautoka               | Samoa — Tonga 68-7               | Campionato oceaniano    |
| 24 novembre 2018  | Lautoka               | Figi — Samoa 43-12               | Campionato oceaniano    |

### Riepilogo per avversario
| Avversario         | Primo incontro  | G  | V  | N | P  | PF  | PS  | % V/G   |
| ------------------ | --------------- | -- | -- | - | -- | --- | --- | ------- |
| Australia          | 2009            | 1  | 0  | 0 | 1  | 0   | 87  | 0       |
| Canada             | 2014            | 1  | 0  | 0 | 1  | 7   | 42  | 0       |
| Figi               | 2006            | 2  | 1  | 0 | 1  | 39  | 58  | 50      |
| Galles             | 2002            | 1  | 1  | 0 | 0  | 17  | 14  | 100     |
| Giappone           | 2000            | 1  | 0  | 0 | 1  | 10  | 12  | 0       |
| Inghilterra        | 2005            | 2  | 0  | 0 | 2  | 3   | 118 | 0       |
| Irlanda            | 2002            | 1  | 1  | 0 | 0  | 22  | 0   | 100     |
| Italia             | 2006            | 1  | 0  | 0 | 1  | 22  | 65  | 0       |
| Kazakistan         | 2002            | 3  | 3  | 0 | 0  | 65  | 3   | 100     |
| Nuova Zelanda      | 2006            | 2  | 0  | 0 | 2  | 12  | 140 | 0       |
| Paesi Bassi        | 2013            | 1  | 1  | 0 | 0  | 33  | 14  | 100     |
| Papua Nuova Guinea | 2018            | 1  | 1  | 0 | 0  | 56  | 45  | 100     |
| Scozia             | 2002            | 1  | 0  | 0 | 1  | 3   | 13  | 0       |
| Spagna             | 2006            | 3  | 0  | 0 | 3  | 22  | 65  | 0       |
| Sudafrica          | 2006            | 2  | 1  | 0 | 1  | 67  | 35  | 50      |
| Svezia             | 2013            | 1  | 1  | 0 | 0  | 29  | 0   | 100     |
| Tonga              | 2006            | 2  | 2  | 0 | 0  | 128 | 12  | 100     |
| Totale generale    | Totale generale | 26 | 12 | 0 | 14 | 535 | 723 | 46,15 % |

### Confronti in Coppa del Mondo
| Avversario      | Primo incontro  | G  | V | N | P  | PF  | PS  | % V/G |
| --------------- | --------------- | -- | - | - | -- | --- | --- | ----- |
| Canada          | 2014            | 1  | 0 | 0 | 1  | 7   | 42  | 0     |
| Galles          | 2002            | 1  | 1 | 0 | 0  | 17  | 14  | 100   |
| Inghilterra     | 2014            | 1  | 0 | 0 | 1  | 3   | 65  | 0     |
| Irlanda         | 2002            | 1  | 0 | 0 | 1  | 0   | 22  | 0     |
| Kazakistan      | 2002            | 3  | 3 | 0 | 0  | 65  | 3   | 100   |
| Nuova Zelanda   | 2006            | 1  | 0 | 0 | 1  | 0   | 50  | 0     |
| Scozia          | 2002            | 1  | 0 | 0 | 1  | 3   | 13  | 0     |
| Spagna          | 2006            | 3  | 0 | 0 | 3  | 22  | 65  | 0     |
| Sudafrica       | 2006            | 2  | 1 | 0 | 1  | 67  | 35  | 0     |
| Totale generale | Totale generale | 14 | 4 | 0 | 10 | 184 | 309 | 28,6  |